# Achelia curticauda
Achelia curticauda là một loài nhện biển trong họ Ammotheidae. Loài này thuộc chi Achelia. Achelia curticauda được miêu tả khoa học năm 1996 bởi Nakamura, Miyazaki & Child.